# Inga dasycarpa
Inga dasycarpa är en ärtväxtart som beskrevs av Mario Sousa. Inga dasycarpa ingår i släktet Inga och familjen ärtväxter. Inga underarter finns listade i Catalogue of Life.